# 越南共和国经济
越南共和国（簡稱南越）的經濟結構是一個發展中的開放式的市场经济。1963年至1973年間，其經濟體是非常開放的。然而，其經濟發展的推動是類似計劃經濟的推動模式，主要是根據政府的5年經濟計畫或4年經濟計畫。建國的首10年，南越的經濟是穩定的。但是越南战争的升溫逐漸動搖了南越的經濟，引發了高額的財政赤字、嚴重的通貨膨漲和龐大的貿易逆差，使南越經濟陷入困境。當時的南越在不得已的情況下進行了兩輪的土地改革。美国通過給予經濟與技術援助，在南越經濟體制內扮演了舉足輕重的角色。

## 增长阶段

### 1965年之前
在1965年之前，南越的國內生產總值有著迅速增長。同時期的消費者物價指數的增長幅度也維持在合理水平。越南共和国一開始便享有財政盈餘，但是到了1961年之後，開始出現財政赤字。當時的投資額仍然強勁，工業與農產業大致上也保有高度增長率。吳廷琰所帶領的政府在1955年建立了國家銀行，開始發行南越盾以取代法屬印度支那元；同時也開設外匯局，並把南越盾與美元的匯率訂在35盾對1元。吳廷琰政府所推行的土地改革直到1960年才結束。政府沒收所有荒廢的土地並把土地重新分發給農民。每一個人被限定只能擁有1平方公里的土地；超額的土地必須賣給政府，而政府將把土地轉賣給有需要的農民。農民與地主之間必須簽訂用地合約，並得註明租用金額。一連串的土地改革使得南越3分之2的土地落在富裕的地主手中。為了改善土地分配不均的情況，阮文紹所帶領的政府後來進行了第二輪的土地改革。越南共和国在1956年通過了憲法，成立了國家經濟理事會並明確說明該理事會所應扮演的角色。該理事會的主席由越南共和国的副總統擔任。同年，南越加入了國際貨幣基金組織（IMF）。吳廷琰在1957年3月發布了第一共和國總統宣言（Tuyên ngôn của Tổng thống Đệ nhất Cộng hòa），呼籲國內外私人投資者進行投資，發出政府將保護投資者利益的承諾，並頒布了一系列利於投資的措施與政策（優惠稅率、土地租用、所得稅等等）。
政府在1957年至1962年間策劃了多項5年經濟計畫，並根據這些計畫推動南越經濟發展。為了減少對舶來品的依賴，吳廷琰政府推行了以出口為軸心的工業化發展，因此設立貿易保護措施，為了保護國內的輕工業而實施關稅與非關稅壁壘。這讓越南的第一家造紙廠（Nhà Máy Giấy An Hảo）得以在1961年在边和市開廠，供應30-40%的國內內需。那些被保護的工業所需的器材、機械、鋼鐵等的入口享有優惠。同時，外銷貨享有鼓勵性優待，有不少外銷產品甚至得到政府的津貼。政府讓越南盾貶值以刺激出口。南越的出口量在1955年至1965年間得到平穩增長。
越南共和國在這段期間的經濟發展政策具有前瞻性，但是政治矛盾與社會動盪（派系之間的武裝衝突，多次發生的政變，越南南方民族解放陣線的崛起）讓這個國家的經濟發展有所侷限。

### 1965年–1969年

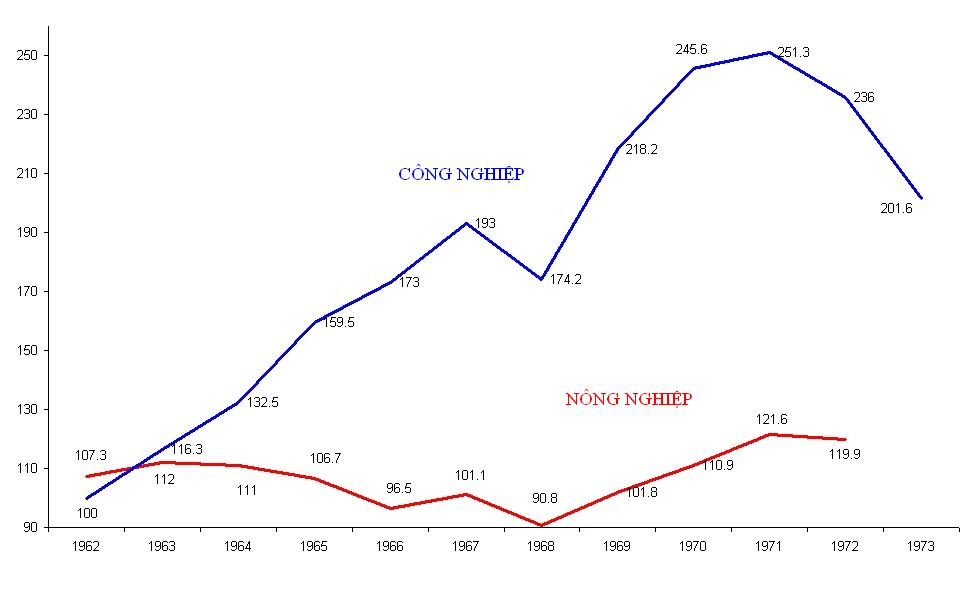
越南共和國的農業與工業發展
công nghiệp（藍色曲線）：工業
nông nghiệp（紅色曲線）：農業

在1965年至1969年間，南越的地下經濟蓬勃，政府的財政赤字不斷攀升，恶性通货膨胀橫行，貨幣一而再地貶值，引發了南越的經濟蕭條。連連的戰事，尤其是1968年大規模的春節攻勢讓經濟發展受到嚴重打擊。
南越原本是一個稻米出產國，在1965年卻變成了稻米進口國。稻米的進口一直持續到1975年越南共和國瓦解為止。在1965年至1968年須要進口稻米的原因是稻米收成在這幾年有所下降。從1968年開始，由於稻米種植面積上升了，另外還利用化學肥料、引進機械農耕技術和種植高產品種，提高了稻米種植生產力，所以稻米產量有所回升。儘管如此，南越一直到1975年仍然須要進口稻米，因為越南南方民族解放陣線控制的地區的稻米需求增加了，而且隨著北越軍隊向南越挺進，這樣的需求也隨之增加。
從1965年起，因為停止推行以出口為軸心的工業化發展政策，許多新興工業如紡織業，蔗糖業等受到嚴重衝擊，但也有一些其他工業因此有了發展優勢。1968年與1972年由於戰事的升溫（遭受北越的空袭和春節攻勢），南越的工業幾乎癱瘓，但是在這段期間的其他時候南越工業還是能夠繼續增長。
在這段期間，南越有一個代號蘭花運動（Chiến dịch Bông Lan）的歷史事件。這就是阮文紹政府從1966年6月18日起推行的貨幣改革。在這項改革當中，政府發行了新的鈔票，一般稱作「第二共和國的鈔票」。

### 1969年–1975年

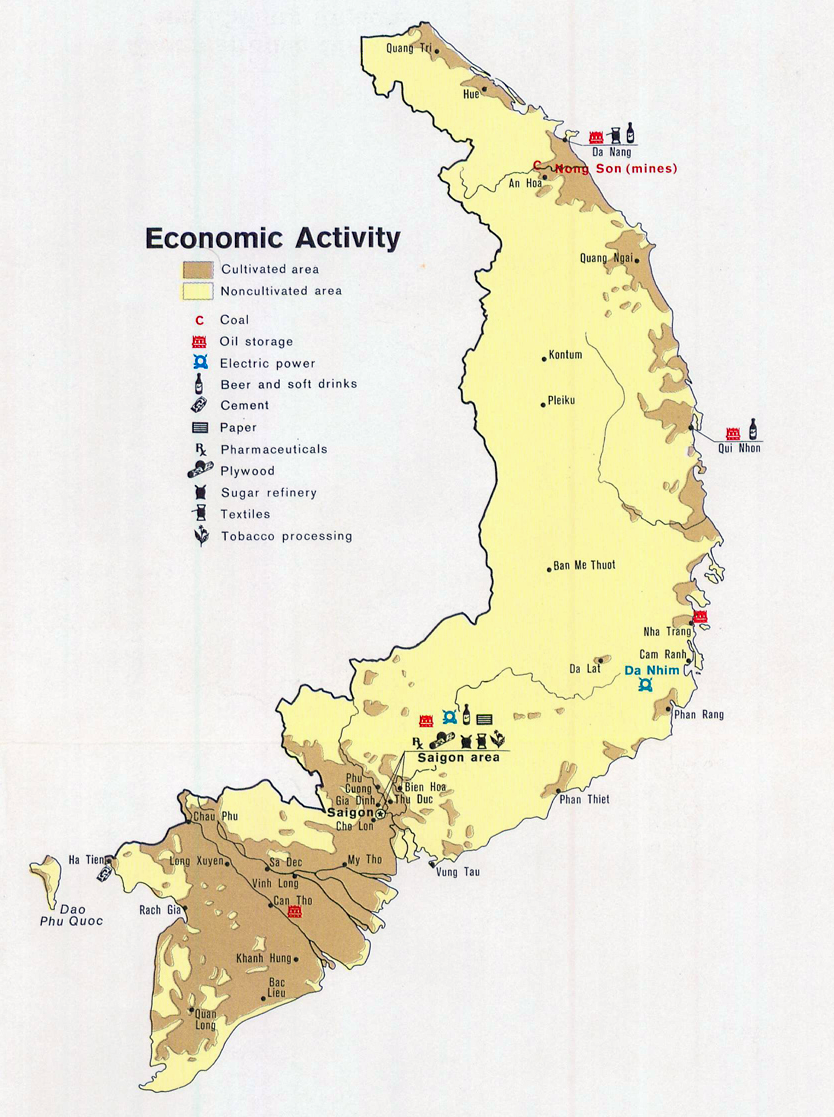
1972年經濟情勢

1973年《巴黎和平協約》簽訂後美國干預越戰的終止和駐越美軍的撤離，讓南越政府必須自負軍事與國家安全，也頓時讓南越經濟體面臨供求失衡，貨幣供應過盛。雖然國內財政收入與美國經濟援助有所增加，財政赤字卻不斷膨脹。惡性通貨膨脹開始發酵。1970年的通貨膨脹率（根據西貢市民的消費者物價指數）達36.8%，1973年更攀升到44.5%。
越南共和国末期，政府推行了一系列經濟與貿易政策如：入口限制，出口優惠，鼓勵國內消費。這讓南越的出口額增加，也連帶增加了入口額。

## 註腳
1. ↑  越南共和國（南越）和越南民主共和國（北越）統一後建立的越南社会主义共和国雖非奉行市场经济，但繼承了南越在IMF的會員席位。
2. ↑  根據Đặng Phong（2004年），第230頁，越南南方民族解放陣線會向南越控制的地區購買稻米。